# Johannes Haw

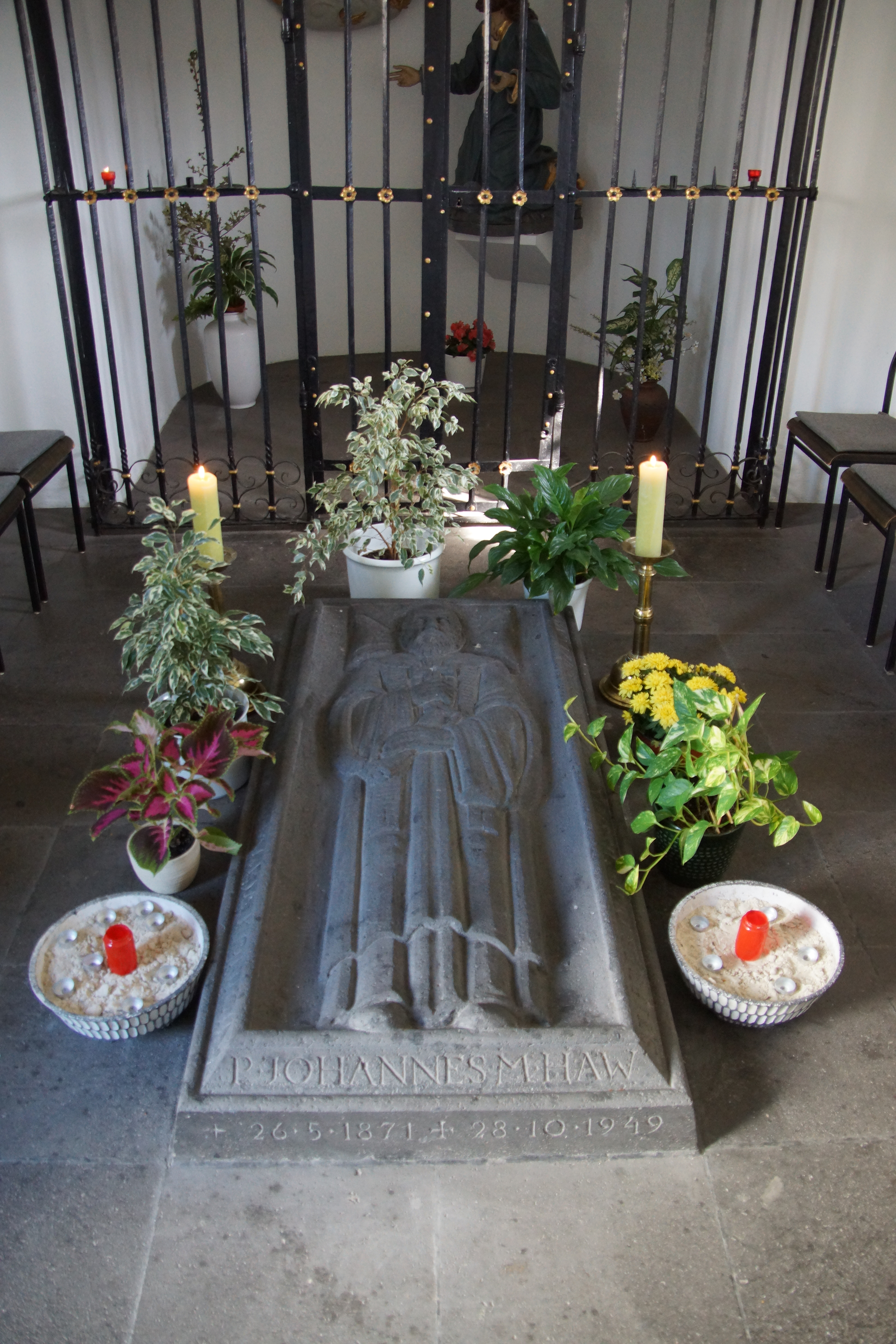
Grab von Johannes Haw

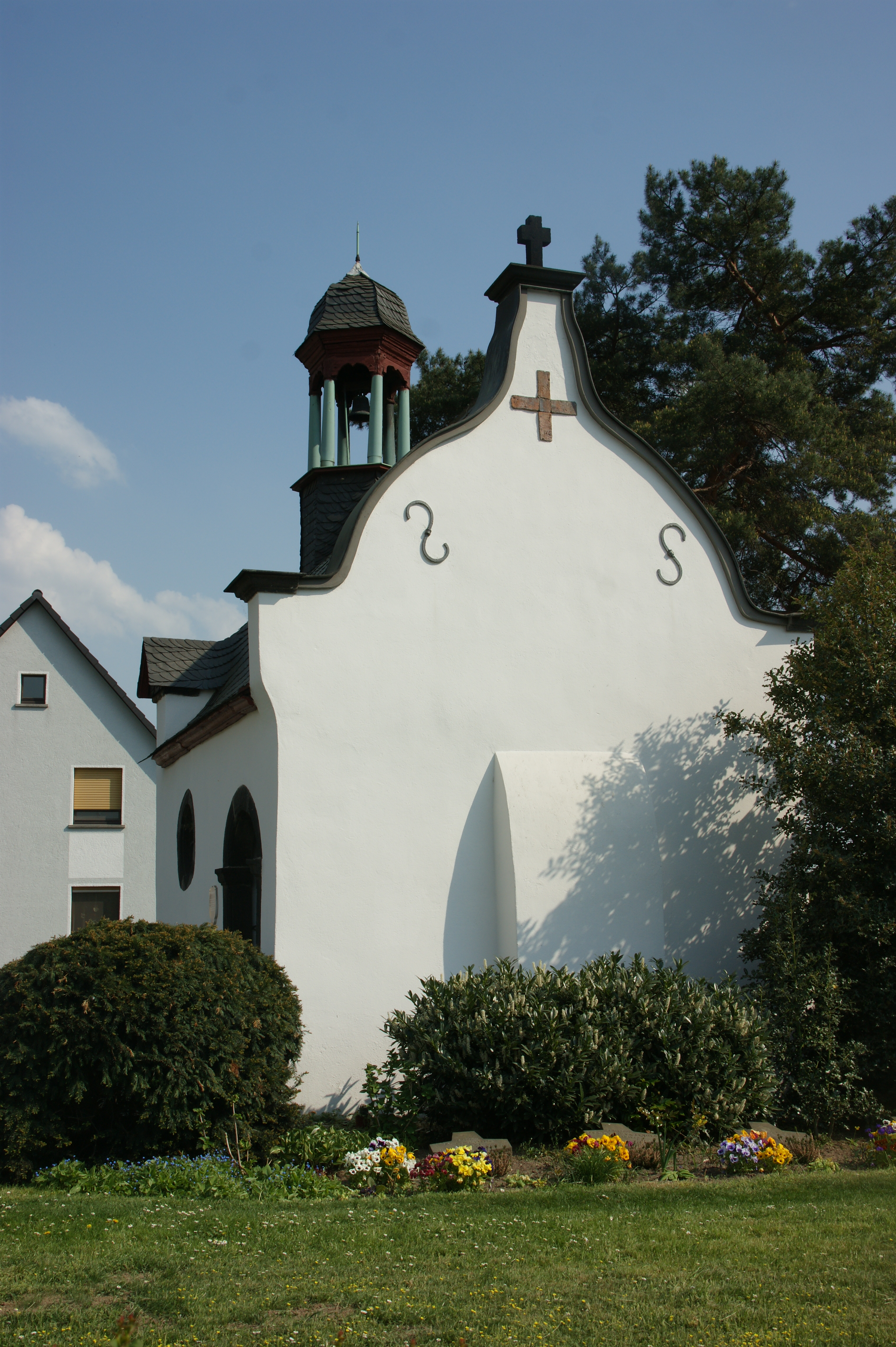
Oelbergkapelle

Johannes Baptista Maria Haw (* 26. Mai 1871 in Schweich an der Mosel; † 28. Oktober 1949 in Leutesdorf) war der Gründer des Johannesbundes Leutesdorf und Gründer der Ordensgemeinschaften der Johannesschwestern von Maria Königin und der Missionare vom Hl. Johannes dem Täufer.
Johannes Haw studierte am Priesterseminar in Trier Theologie und wurde am 30. März 1895 im Trierer Dom durch Bischof Michael Felix Korum zum Priester geweiht. Er war Kaplan in der Pfarrei Liebfrauen in Koblenz, Pfarrvikar in Holz/Saar und später Pfarrer in Wintersdorf an der Sauer.
Er wurde zu einem der führenden Köpfe in der Anti-Alkohol- und Mäßigkeitsbewegung in Deutschland. Der Bischof ernannte ihn zum Bistumsbeauftragten des Mäßigkeitsbundes mit der Geschäftsstelle in Trier. Kurz danach wurde Johannes Haw Leiter dieser Bewegung für ganz Deutschland.
1912 ging er nach Leutesdorf und erwarb dort ein Haus für Gruppen von Alkoholabhängigen und -gefährdeten. Die Gründung des „Johannesbundes“ erfolgte am 15. Oktober 1919.
Daraus gingen zwei Ordensgemeinschaften hervor: die Ordensgemeinschaft der Johannesschwestern von Maria Königin und die Gemeinschaft der Missionare vom Hl. Johannes dem Täufer. Beide haben ihren Sitz in Leutesdorf. Die Mitglieder leben und wirken auch in Portugal, in Mosambik (Ostafrika) und in Indien.
Der Prozess der Seligsprechung dieses Priesters und Gründers von Ordensgemeinschaften hat begonnen.